# Honda CBR 750F
La Honda CBR 750F (nome in codice RC27), chiamata anche CBR 750F Super Aero Hurricane o semplicemente CBR 750, è una motocicletta prodotta dalla casa motociclistica giapponese Honda dal 1986 al 1989.

## Contesto
La serie CBR lanciata nel 1983 era una gamma di motocicli con cilindrate di 250 cc e 400 cc, ma nel 1987, come modello di punta della stessa serie, fu fatta debuttare una motocicletta di 750 cc esclusivamente per il mercato interno giapponese.

## Descrizione
Il motore, dalla cubatura di 749 cm³, era un quattro cilindri in linea raffreddato a liquido con doppio albero a camme (DOHC: Double Overhead Camshaft) a 4 valvole per cilindro per un totale di 16.
Dotata di un cambio a sei velocità, la moto utilizzava una frizione a dischi multipli in bagno d'olio. Il motore era alloggiato sul telaio in acciaio che garantiva robustezza e leggerezza nello stesso tempo.
La sospensione anteriore utilizzata era una forcella telescopica regolabile.
Al posteriore invece montava un mono ammortizzatore anch'esso regolabile. Il sistema frenante era composto da tre dischi, di cui quelli anteriori doppi.
Nel 1988 ha subìto una serie di modifiche e migliorie.

## Riconoscimenti
- Good Design Award 1987[4]